# Coniothyrium fraxini
Coniothyrium fraxini är en svampart som först beskrevs av Died., och fick sitt nu gällande namn av Petr. & Syd. 1927. Coniothyrium fraxini ingår i släktet Coniothyrium och familjen Leptosphaeriaceae.   Inga underarter finns listade i Catalogue of Life.